# Lijst van voetbalinterlands Luxemburg - Wit-Rusland
Deze lijst van voetbalinterlands is een overzicht van alle officiële voetbalwedstrijden tussen de nationale teams van Luxemburg en Wit-Rusland. De landen speelden tot op heden veertien keer tegen elkaar. De eerste wedstrijd betrof een kwalificatiewedstrijd voor het Europees kampioenschap voetbal 1996, gespeeld op 12 oktober 1994 in Minsk. De laatste ontmoeting, een groepswedstrijd tijdens de UEFA Nations League 2024/25, vond plaats in Zalaegerszeg (Hongarije) op 15 oktober 2024.

## Wedstrijden
| №  | Plaats       | Datum            | Competitie                  | Wedstrijd               | Uitslag |
| -- | ------------ | ---------------- | --------------------------- | ----------------------- | ------- |
| 1  | Minsk        | 12 oktober 1994  | EK 1996 kwalificatie        | Wit-Rusland – Luxemburg | 2 – 0   |
| 2  | Luxemburg    | 11 oktober 1995  | EK 1996 kwalificatie        | Luxemburg – Wit-Rusland | 0 – 0   |
| 3  | Luxemburg    | 24 maart 2007    | EK 2008 kwalificatie        | Luxemburg – Wit-Rusland | 1 – 2   |
| 4  | Homel        | 13 oktober 2007  | EK 2008 kwalificatie        | Wit-Rusland – Luxemburg | 0 – 1   |
| 5  | Luxemburg    | 8 oktober 2010   | EK 2012 kwalificatie        | Luxemburg – Wit-Rusland | 0 – 0   |
| 6  | Minsk        | 7 juni 2011      | EK 2012 kwalificatie        | Wit-Rusland – Luxemburg | 2 – 0   |
| 7  | Luxemburg    | 8 september 2014 | EK 2016 kwalificatie        | Luxemburg − Wit-Rusland | 1 − 1   |
| 8  | Borisov      | 8 september 2015 | EK 2016 kwalificatie        | Wit-Rusland − Luxemburg | 2 − 0   |
| 9  | Borisov      | 10 oktober 2016  | WK 2018 kwalificatie        | Wit-Rusland − Luxemburg | 1 − 1   |
| 10 | Luxemburg    | 31 augustus 2017 | WK 2018 kwalificatie        | Luxemburg − Wit-Rusland | 1 − 0   |
| 11 | Minsk        | 12 oktober 2018  | UEFA Nations League 2018/19 | Wit-Rusland − Luxemburg | 1 − 0   |
| 12 | Luxemburg    | 15 november 2018 | UEFA Nations League 2018/19 | Luxemburg − Wit-Rusland | 0 − 2   |
| 13 | Luxemburg    | 8 september 2024 | UEFA Nations League 2024/25 | Luxemburg − Wit-Rusland | 0 − 1   |
| 14 | Zalaegerszeg | 15 oktober 2024  | UEFA Nations League 2024/25 | Wit-Rusland − Luxemburg | 1 − 1   |

## Samenvatting
| Competitie          | Totaal gespeeld | Winst Luxemburg | Gelijk | Winst Wit-Rusland | Doelsaldo Luxemburg – Wit-Rusland |
| ------------------- | --------------- | --------------- | ------ | ----------------- | --------------------------------- |
| WK-kwalificatie     | 2               | 1               | 1      | 0                 | 2 − 1                             |
| EK-kwalificatie     | 8               | 1               | 3      | 4                 | 3 − 9                             |
| UEFA Nations League | 4               | 0               | 1      | 3                 | 1 − 5                             |
| Totaal              | 14              | 2               | 5      | 7                 | 6 − 15                            |

## Details

### Eerste ontmoeting
| EK 1996 kwalificatie (Minsk, Wit-Rusland, 12 oktober 1994): |       |           |
| Wit-Rusland                                                 | 2 – 0 | Luxemburg |
| Miroslav Romaschenko 67' Sergei Gerasimets 76'              | goals |           |

### Tweede ontmoeting
| EK 1996 kwalificatie (Luxemburg, Luxemburg, 11 oktober 1995): |       |             |
| Luxemburg                                                     | 0 – 0 | Wit-Rusland |
|                                                               | goals |             |

### Vijfde ontmoeting
| EK 2012 kwalificatie (Luxemburg, Luxemburg, 8 oktober 2010): |       |             |
| Luxemburg                                                    | 0 – 0 | Wit-Rusland |
|                                                              | goals |             |

### Zesde ontmoeting
| EK 2012 kwalificatie (Minsk, Wit-Rusland, 7 juni 2011): |       |           |
| Wit-Rusland                                             | 2 – 0 | Luxemburg |
| Sergej Kornilenko 48' (pen.) Anton Putilo 73'           | goals |           |

### Zevende ontmoeting
| EK 2016 kwalificatie (scheidsrechter Gediminas Mažeika, Luxemburg, 9 september 2014):                                                                                               |              | |
| Luxemburg | 1 – 1        | Wit-Rusland |
| Lars Gerson 42' | goals        | 78' Stanislaw Drahun |
| Luc Holtz | bondscoach   | Georgy Kondratyev |
| Jonathan Joubert Tom Schnell Chris Philipps Lars Gerson Mathias Jänisch Stefano Bensi Dwayn Holter 77' Laurent Jans Christopher Martins Pereira Daniel da Mota 67' David Turpel 63' | opstellingen | Aljaksandr Hutar Yahor Filipenka Ihar Shytaw 62' Aleh Veratsila Aljaksandr Martynovitsj Sjarhej Balanovitsj Syarhey Kryvets Tsimafey Kalachow 73' Sjarhej Kisljak Stanislaw Drahun 77' Edhar Alyakhnovich |
| Antonio Luisi 63' Tom Laterza 67' Ben Payal 77' | wissels      | 62' Ihar Stasevich 73' Sergej Kornilenko 77' Illya Aleksiyevich |
| Christopher Martins Pereira 5' Laurent Jans 28' Lars Gerson 34' Daniel da Mota 45' Ben Payal 81'                                                                                    | gele kaarten | 68' Edhar Alyakhnovich 81' Aljaksandr Martynovitsj |
| - Debuut van Christopher Martins Pereira (Olympique Lyonnais) voor Luxemburg. |              | |

### Achtste ontmoeting
| EK 2016 kwalificatie (scheidsrechter Slavko Vinčić, Borisov, 8 september 2015): |              | |
| Wit-Rusland | 2 – 0        | Luxemburg |
| Mihail Hardzeichuk 34' Mihail Hardzeichuk 62' | goals        | |
| Alexander Chatskevitsj | bondscoach   | Luc Holtz |
| Yury Zhawnow Yahor Filipenka Maksim Bardachow Ihar Shytaw Aljaksandr Hleb 58' Mikhail Sivakov Pavel Nyakhaychyk Renan Bressan Stanislav Drahoen Mihail Hardzeichuk 76' Sergej Kornilenko 85' | opstellingen | Jonathan Joubert Mario Mutsch Tom Schnell Mathias Jänisch Maxime Chanot Chris Philipps Laurent Jans Lars Gerson 46' Ben Payal 46' Aurélien Joachim 69' Maurice Deville |
| Sjarhej Kisljak 58' Tsimafey Kalachow 76' Nikolaj Signevitsj 85' | wissels      | 46' Daniel da Mota 46' Stefano Bensi 69' David Turpel |
| | gele kaarten | 77' Chris Philipps |

FLF · A-internationals · Bondscoaches · Statistieken · Luxemburgs vrouwenelftal · Luxemburg U21 · Luxemburg U19 · Luxemburg U18 · Luxemburg U17 · Luxemburg U16
1911 – 1919 ·
1920 – 1929 ·
1930 – 1939 ·
1940 – 1949 ·
1950 – 1959 ·
1960 – 1969 ·
1970 – 1979 ·
1980 – 1989 ·
1990 – 1999 ·
2000 – 2009 ·
2010 – 2019 ·
2020 − 2029
OS 1920 · 
OS 1924 · 
OS 1928 · 
OS 1936 · 
OS 1948 · 
OS 1952
1911 · 
1912 · 
1913 · 
1914 · 
1915 · 1916 · 1917 · 1918 · 1919 · 
1920 · 
1921 · 1922 · 1923 · 
1924 · 
1925 · 1926 · 
1927 · 
1928 · 
1929 · 1930 · 1931 · 1932 · 1933 · 
1934 · 
1935 · 
1936 · 
1937 · 
1938 · 
1939 · 
1940 · 
1941 · 1942 · 1943 · 1944 · 
1945 · 
1946 · 
1947 · 
1948 · 
1949 · 
1950 · 
1952 · 
1952 · 
1953 · 
1954 · 
1955 · 
1956 · 
1957 · 
1958 · 
1959 · 
1960 · 
1961 · 
1962 · 
1963 · 
1964 · 
1965 · 
1966 · 
1967 · 
1968 · 
1969 · 
1970 · 
1971 · 
1972 · 
1973 · 
1974 · 
1975 · 
1976 · 
1977 · 
1978 · 
1979 · 
1980 · 
1981 · 
1982 · 
1983 · 
1984 · 
1985 · 
1986 · 
1987 · 
1988 · 
1989 · 
1990 · 
1991 · 
1992 · 
1993 · 
1994 · 
1995 · 
1996 · 
1997 · 
1998 · 
1999 · 
2000 · 
2001 · 
2002 · 
2003 · 
2004 · 
2005 · 
2006 · 
2007 · 
2008 · 
2009 · 
2010 · 
2011 · 
2012 · 
2013 · 
2014 · 
2015 ·
2016 ·
2017 ·
2018 ·
2019 ·
2020 ·
2021
Afghanistan ·
Albanië ·
Algerije ·
Armenië ·
Azerbeidzjan ·
België ·
Bosnië en Herzegovina ·
Brazilië ·
Bulgarije ·
Canada ·
Cyprus ·
DDR ·
Denemarken ·
(West-)Duitsland ·
Egypte ·
Engeland ·
Estland ·
Faeröer ·
Finland ·
Frankrijk ·
Gambia ·
Georgië ·
Griekenland ·
Hongarije ·
Ierland ·
IJsland ·
Israël ·
Italië ·
Japan ·
Joegoslavië ·
Kaapverdië ·
Kameroen ·
Kazachstan ·
Letland ·
Liechtenstein ·
Litouwen ·
Madagaskar ·
Malta ·
Marokko ·
Mexico ·
Moldavië ·
Montenegro ·
Myanmar ·
Nederland ·
Nigeria ·
Noord-Ierland ·
Noord-Macedonië ·
Noorwegen ·
Oekraïne ·
Oostenrijk ·
Polen ·
Portugal ·
Qatar ·
Roemenië ·
Rusland ·
San Marino ·
Saoedi-Arabië ·
Schotland ·
Senegal ·
Servië ·
Servië en Montenegro ·
Slovenië ·
Slowakije ·
Sovjet-Unie ·
Spanje ·
Thailand ·
Togo ·
Tsjechië ·
Tsjecho-Slowakije ·
Turkije ·
Uruguay ·
Verenigde Staten ·
Wales ·
Wit-Rusland ·
Zuid-Korea ·
Zweden ·
Zwitserland
BFF · A-internationals · Bondscoaches · Statistieken · Wit-Russisch vrouwenelftal · Olympisch elftal · W-Rusland U21 · W-Rusland U19 · W-Rusland U18 · W-Rusland U17 · W-Rusland U16
1990 – 1999 · 
2000 – 2009 · 
2010 – 2019 ·
2020 − 2029
1992 · 
1993 · 
1994 · 
1995 · 
1996 · 
1997 · 
1998 · 
1999 · 
2000 · 
2001 · 
2002 · 
2003 · 
2004 · 
2005 · 
2006 · 
2007 · 
2008 · 
2009 · 
2010 · 
2011 · 
2012 · 
2013 ·
2014 ·
2015 ·
2016 ·
2017 ·
2018 ·
2019 ·
2020 ·
2021 ·
2022 ·
2023
Albanië · 
Andorra · 
Argentinië · 
Armenië · 
Azerbeidzjan · 
Bahrein ·
België ·
Bosnië en Herzegovina · 
Bulgarije · 
Canada · 
Cyprus · 
Denemarken · 
Duitsland · 
Ecuador · 
Egypte · 
Engeland · 
Estland · 
Finland · 
Frankrijk · 
Gabon ·
Georgië · 
Griekenland · 
Hongarije · 
Honduras · 
Ierland ·
IJsland · 
India ·
Iran · 
Israël · 
Italië ·
Japan ·
Jordanië · 
Kazachstan ·
Kirgizië · 
Kosovo ·
Kroatië · 
Letland · 
Libië · 
Liechtenstein ·
Litouwen · 
Luxemburg · 
Malta · 
Mexico ·
Moldavië · 
Montenegro · 
Nederland · 
Nieuw-Zeeland ·
Noord-Ierland ·
Noord-Macedonië ·  
Noorwegen · 
Oekraïne · 
Oezbekistan · 
Oman · 
Oostenrijk · 
Peru · 
Polen · 
Roemenië · 
Rusland · 
San Marino · 
Saoedi-Arabië · 
Schotland · 
Slovenië · 
Slowakije · 
Spanje ·
Syrië ·
Tadzjikistan · 
Tsjechië · 
Tunesië · 
Turkije · 
Verenigde Arabische Emiraten · 
Wales · 
Zuid-Korea · 
Zweden · 
Zwitserland